# گل‌کوب خاکستری
گل‌کوب خاکستری (نام علمی: Dicaeum vulneratum) نام یک گونه از سرده گل‌کوب‌های اصلی است.